# Riesgo de rebrote
El índice de crecimiento potencial o riesgo de rebrote es un indicador epidemiológico de impacto de una enfermedad contagiosa en una zona y una fecha determinados. Está basado en el grado de afectación (en incidencia) junto con el riesgo de difusión de la enfermedad (en ritmo reproductivo básico o R0). Permite hacer una comparación entre diferentes zonas que utilicen los mismos criterios diagnósticos de casos y una aproximación pronóstica a corto plazo.

## Cálculo
Es el número resultante del producto de la incidencia por el ritmo reproductivo básico (R0):
{\displaystyle Riesgo\ de\ rebrote=Incidencia*R_{0}}
Donde incidencia se expresa en número de nuevos casos por 100.000 habittantes durante el periodo infeccioso.

## Limitaciones
Este indicador es limitado, obviamente:
- En aspectos pronósticos de la evolución en el número de casos (ya que siempre es a corto plazo), puesto que se pueden modificar los hábitos de la población en medidas preventivas o en la actuación sanitaria que lleve a una mayor o menor detección de casos.
- En valorar el impacto en la salud de la población ya que no tiene en cuenta, por ejemplo, la accesibilidad y la disponibilidad de los recursos sanitarios; y la densidad, la necesidad de movilidad o interacción social, o los recursos de la población;
- En valorar las necesidades asistenciales al no tener en cuenta, por ejemplo, la prevalencia de la enfermedad, y por tanto los posibles casos acumulados que puedan suponer una atención sanitaria especializada.

## Ejemplo práctico

### Planteamiento
Considerada una enfermedad (por ejemplo el Covid) con:
- Un periodo máximo aproximado de 14 días de incubación.
- Supongamos un retraso máximo de 3 días para la notificación y anotación para los cálculos.

Entonces en una población de 10.000 habitantes hubo el siguiente número de casos correlativos durante los últimos 17 días incluido hoy:
1; 0; 0; 1; 0; 2; 1; 0; 2; 3; 5; 4; 6; 7; anteayer, 5; ayer, 4; y hoy,

### Resolución
Una aproximación inexacta y sencilla a R0 sería:
1 + 0 + 0 + 1 + 0 + 2 + 1 = 5 (número de casos de la primera semana)
0 + 2 + 3 + 5 + 4 + 6 + 7 = 27 (número de casos de la segunda semana)
No se tiene en cuenta los valores 5, 4 y 2, ya que podría haber un retraso en la notificación y anotación (y corresponde a los 3 días mencionados).
Obviamente hay un aumento en el número de casos y entonces la R0, sería 27/5 = 5,4. O un aumento de más de 5,4 veces el número de casos entre la primera y la segunda semana.
De una forma ya exacta y precisa en el cálculo sería:
| Día                               | Fórmula                  | -16 | -15 | -14 | -13 | -12 | -11 | -10   | -9    | -8    | -7    | -6    | -5    | -4    | -3 | -2                                                                                       | -1                                                                                       | hoy                                                                                      | Resultados                       |
| --------------------------------- | ------------------------ | --- | --- | --- | --- | --- | --- | ----- | ----- | ----- | ----- | ----- | ----- | ----- | -- | ---------------------------------------------------------------------------------------- | ---------------------------------------------------------------------------------------- | ---------------------------------------------------------------------------------------- | -------------------------------- |
| Casos (suma de 14 días)           |                          | 1   | 0   | 0   | 1   | 0   | 2   | 1     | 0     | 2     | 3     | 5     | 4     | 6     | 7  | Hoy, ayer y antes de ayer no se tienen en cuenta por retraso de notificación / anotación | Hoy, ayer y antes de ayer no se tienen en cuenta por retraso de notificación / anotación | Hoy, ayer y antes de ayer no se tienen en cuenta por retraso de notificación / anotación | Incidencia = Σ Número casos = 32 |
| Numerador                         | n(t-1) + n(t) + n(t+1)   |     |     |     |     |     |     | 2+1+0 | 1+0+2 | 0+2+3 | 2+3+5 | 3+5+4 | 5+4+6 | 4+6+7 |    | Hoy, ayer y antes de ayer no se tienen en cuenta por retraso de notificación / anotación | Hoy, ayer y antes de ayer no se tienen en cuenta por retraso de notificación / anotación | Hoy, ayer y antes de ayer no se tienen en cuenta por retraso de notificación / anotación |                                  |
| Denominador                       | n(t-6) + n(t-5) + n(t-4) |     |     |     |     |     |     | 1+0+0 | 0+0+1 | 0+1+0 | 1+0+2 | 0+2+1 | 2+1+0 | 1+0+2 |    | Hoy, ayer y antes de ayer no se tienen en cuenta por retraso de notificación / anotación | Hoy, ayer y antes de ayer no se tienen en cuenta por retraso de notificación / anotación | Hoy, ayer y antes de ayer no se tienen en cuenta por retraso de notificación / anotación |                                  |
| Resultado (promedio de 7 valores) | Numerador / Denominador  |     |     |     |     |     |     | 3     | 3     | 5     | 3,33  | 4     | 5     | 5,67  |    | Hoy, ayer y antes de ayer no se tienen en cuenta por retraso de notificación / anotación | Hoy, ayer y antes de ayer no se tienen en cuenta por retraso de notificación / anotación | Hoy, ayer y antes de ayer no se tienen en cuenta por retraso de notificación / anotación | R0 = Promedio = 4,14             |

Entonces el riesgo de rebrote será::
Incidencia = 32 * (100.000/10.000) ⇒ 320 [nuevos casos por 100.000 habitantes en los últimos 14 días]
Riesgo de rebrote = 320 * 4,14 ⇒ 1325

### Aplicación
Entonces, si no hubiera cambios en la R0, podrían esperarse para la población de este ejemplo: 
Nuevos casos = 1325 * (10.000/100.000) ⇒ 133 nuevos casos para los próximos 14 días.